# Ablabius
Ablabius, också Ablavius, var en antik författare och skrev om goternas historia. Det är inte säkert känt vem Ablabius var och exakt när han levde. Ablabius ursprung – om han var got, grek eller romare – är okänt. Han anses antingen vara samtida med Cassiodorus (på 500-talet) eller äldre (slutet av 400-talet och början av 500-talet). Nordgren identifierar honom med konsuln 331 Flavius Ablabius alltså pretorianprefekten Ablabius som var samtida med Konstantin den store. Han har också identifierats med sofisten Ablabius av Galatien som levde i slutet av 300-talet och början av 400-talet. Eftersom Jordanes använder honom måste han ha skrivit senast 551 men troligen betydligt tidigare. Det är oklart om han var historiker eller etnograf/geograf. Det är möjligt att Ablabius inte alls skrev ett omfattande historiskt verk, utan bara en mindre etnografisk skrift, som sedan användes av Jordanes. Andra antar att han var författare till en historia om goterna, som i fragment har bevarats i Jordanes Getika. 
Ablabius verk är inte bevarat men anses av vissa vara huvudkällan för Cassiodorus, och att denna källa som användes av Cassiodorus, också på så sätt fann sin väg till Jordanes Getika. Ablabius kan möjligen ha varit mindre känd för Cassiodoros men istället använd direkt av Jordanes. Det är citaten som gör att det är troligt att Jordanes har använt Ablabius text direkt men en mellanliggande källa är inte helt utesluten. Ablabius arbete har av vissa använts som stöd för en historia nedtecknad på grundval av muntligt traderade gotiska sånger, en historia om goterna åtminstone fram till Ermanariks tid (omkring 375) och samtidigt ett etnografiskt eller geografiskt verk. De fragment av Ablabius som Jordanes bevarat behandlar områdena vid  Svarta havet och perioden före uppdelningen i visigoter och ostrogoter. Från Ablabius hämtade Jordanes berättelsen om kung Filimer, och ett fragment som beskriver goternas migration från Skandinavien till Svarta havet. Det är troligt att Ablabius verk också var genomsyrat av bibliska och antika berättelser. Ablabius budskap står i motsättning till  Cassiodorus historia – Ablabius placerar uppdelningen av goterna till tiden efter kolonisationen vid Svarta havet, och inte bara i slutet av 300-talet, genom detta stöder han ifrågasättandet av Amalernas ätt hade den naturliga rätten att härska också över visigoterna.

## Forskningshistoria om Ablabius
Redan under renässansen gjordes försök att fastställa när Ablabius levde och vad hans arbete handlade om. Den svenske 1500-talshistorikern Johannes Magnus ansåg att Ablabius var en gotisk senator som bodde i Rom. För Jacob Reitenfels var han också en romersk senator. T. Mommsen antog i sitt förord till Getica att Ablagius var samtida med Cassiodorus, och att det var från Ablabius arbete som denne lånade sin grundläggande information om goternas tidiga historia. 
I senantika källor kan man hitta omnämnanden av flera personer som bär namnet Ablabius. Detaljerad information om dessa personer samlades in av Karl Schirren. Den mest berömde Ablabius var en medarbetare till Konstantin den Store, konsul och pretorianprefekt, som avrättades på order av Konstantins son Constantius II år 337 eller 338. Han kom från en enkel familj och föddes på ön Kreta. Därefter flyttade han till det nybyggda Konstantinopel, där han stod nära  Konstantin I och blev en av hans närmaste medarbetare. Senare i slutet av 300-talet levde sofisten Ablabius. Denne Ablabius var först hedning, men blev sedan novatiansk biskop och korresponderade med Libanios och Gregorius av Nyssa. Till samma krets av sofister hörde Eusebios Scholasticus, författaren till dikten "Gaina", som inte har bevarats, tillägnad goternas uppror mot kejsar Arcadius. Ablabius läsning av dikten kan möjligen ha väckt hans intresse för goterna. Vid samma tid levde en adlig Ablabius, möjligen en son till en sofist. Det fanns flera andra Ablabios under 400- och 500-talen, men de är mindre kända. De är mottagare av olika brev. 
Forskarna uppmärksammade de två viktigaste Ablabios – prefekten och sofisten. Nordgren betraktade historikern Ablabius som en följeslagare till Konstantin. Nordgren underbygger sin uppfattning främst genom att alla de viktigaste författarna som skrev om goterna – Tacitus, Ammianus, Marcellinus, Cassiodorus – var framstående personer. Det borde Alabius också vara. Janiszewski gjorde en detaljerad studie av Ablabius referenser i Jordanes och kom till slutsatsen att en sofist-biskop var den mest sannolika kandidaten. En liknande ståndpunkt intogs av L. Schmidt,  som ansåg att Ablabius var en retoriker i början av 400-talet, som skrev romersk historia på grekiska, och inte specifikt gotisk historia. Prostko-Prostynsky kritiserade dessa identifieringar av Ablabius med historikern och sofisten, och menade att det var omöjligt att veta säkert vem han var och tiden för Ablabius liv.
R. Scharf antar, på grundval av Ablabius referenser hos Jordanes, att Ablabious levde och skrev i östra delen av det romerska riket. Genom att analysera de möjliga tidsperioderna för den gotiska skildringen av 300- och 400-talen, finner R. Scharf två sådana tänkbara perioder: den gotiska migrationen till området och krigen med romarna åren 376-408 och flyttningen av Theoderiks ostrogoter till Italien 489. På denna grund antar han att det var sofisten Ablabius som var identisk med historikern. Det är en rimlig version men den har också brister. Om Ablabius hade skildrat den gotiska migrationen till kejsardömet i slutet av 300-talet skulle det ha varit fokus för hans arbete. Det finns ingen referens till Ablabius i de delar av Getica som handlar om dessa händelser. Dessutom har Scharf tappat bort en tredje period av intresse för goterna – romarnas fälttåg över Donau under Konstantin på 320-talet.
N. Wagner trodde att Ablabius skrev en historia om de romersk-gotiska krigen, liknande Dexippus verk Skyterna, och att hans verk bara byggde på romerska och grekiska källor, utan all användning av gotiska legender. Han menade att både Jordanes och Cassiodorus kan ha använt Ablabius själv som källa.
R. Hachmann och P. Heathermenar att Ablabius var en historiker, som levde vid hovet hos de sista kungarna av Toulouse på 400-talet, eftersom hans arbete, enligt deras åsikt, huvudsakligen innehöll material om visigoterna. Den sena datering av Ablabius verk motiveras främst av citaten. Namnen ostrogoter och vesigoter dök upp i den grekisk-romerska litteraturen först på 400-talet. R. Hachmann analyserar också Jordanes redogörelse för visigoternas historia, och finner utvikningar och upprepningar i denna till exempel berättas om Valias död och Theodorides tronföljd två gånger. Hackman anser att dessa upprepningar är ett tecken på att Cassiodorus redigerade en originaltext av en annan författare, som kan ha varit Ablabius. Hachmann tror att Ablabius arbete slutade då visigoternas kungariket i Toulous föll. P. Heather klassificerade också Ablabius som en visigotisk historiker men på grundval av arten av referenserna. Ett citat från Ablabius talar om en tidig uppdelning av goterna i två delar, även om Jordanes på andra ställen i Getika rapporterar att visigoterna separerades strax före hunnernas invasion omkring 375. Getica som helhet framhåller att amalerna härskade över alla goter, men delar av Getika som ägnas åt visigoterna nämner balternas hus som en jämbördig dynasti med amalerna. P. Heather anser att detta är en konsekvens av kombinationen av information från Ablabius och den ostrogotiska propagandan för Amalernas ensamma herradöme historiskt.3, sid. 65]. Åsikten att Ablavios var en visigotisk historiker på 400-talet delas också av I. Zinkovskaya. R. Hachmanns tolkning av Ablavios som visigoternas historiker accepteras också av O.V. Sharov. L. Hedeger följer samma tradition genom att datera Ablavios verk till mitten av 400-talet, och anser att denne historiker är källan till berättelsen om goternas migration från Skandinavien. Kaspersky anser också att Ablavios var en visigotisk historiker, men föreslår att Cassiodorus omarbetade sin källa i en riktning som var gynnsam för amalerna. Oxford Dictionary of Late Antiquity anger endast denna ståndpunkt, med hänvisning till Heater och Hachmann. T.M. Anderson är skeptisk till Hachmanns version, eftersom han menar att citatens karaktär gör det möjligt att hänföra Ablavios till 200-talet snarare än 400-talet.
Trots en så stor spridning löser R. Hachmanns version inte alla nödvändiga frågor relaterade till Ablavius personlighet och arbete. Historien om visigoterna i Jordanes är mycket riktigt detaljerad och kan ha hämtats från en tidigare källa, och spår av redigering av originaltexten är också synliga. Men ingen av referenserna från Ablavius är direkt relaterade till de visigotiska kungadömena eller till goternas öde i det romerska imperiet, och alla hänvisar snarare till goternas tidigare Svartahavshistoria.
Van Huuf och Van Nuffelen menar att Ablabius i slutet av 400-talet eller första hälften av 500-talet. Han skrev på grekiska, och arbetet innefattade en geografisk beskrivning av Skytien. Liebenschütz hävdar att Ablabius ska dateras till Theoderiks tid på då han tar upp begreppen visigoter och ostrogoter. Liebenschütz menar att indelningen endast kan hänföras till sjätte århundradet, B. Baldwin menarr att Ablabius kan ha varit en romersk historiker med ett tillfälligt intresse för goterna. Enligt Baldwin kan inte en tillförlitlig rekonstruktion av tiden för Ablabius liv och arten av hans verk göras då materialet är för litet. I. Korkannen föreslog att Ablabius var en gotisk historiker, och också skrev på gotiska, och att det var källan till Jordanes information om de folk som erövrades av den germanska stammen. Samma uppfattning om Ablabius nationalitet hade K. Olsson.. A. Podosinov och T. Jackson föreslår också att Ablabius kan ha skrivit på det gotiska språket. Den möjliga användningen av gotiska historiska sånger av Ablabius nämns av Svennung.
A. Gillett skrev en av få artiklar som helt  har Ablabius som ämne. Han daterar  Ablabius verk till en mycket tidig datering, och menar att verket var av ett annat slag. Gillet tror att orden "ostrogoter" och "visigotes" lades till av Jordanes själv i berättelsen. Ablabius verk var etnografiskt eller geografiskt och skrevs redan i slutet av 200-talet e.Kr. Han var inte någon viktig källa för vare sig Jordanes eller Cassiodorus. Från Ablabius tog de bara ett faktum, att goterna bodde i Skytien. Det blir i så fall oklart varför Jordanes tre gånger hänvisar till en författare som inte gav värdefull information. Att goterna som bodde i Skytien kunde läsas var som helst. Merrills anser att Ablabius var viktig som källa, men menar också att Ablabius var mer geograf än historiker. Under 1800-talet föreslog Karl Schirren ett tidigt datum för Ablabius liv och verk. Omnämnandet av heruler i Ablabius, och verkets karaktär, gjorde att Schirren föreslog att "Ablabius" var ett av namnen på den berömda historikern Dexippus. I många avseenden baserades  Shirrens ståndpunkt på en analys av Ablabius som hade gjorts av  Murrow, översättaren av Getica till engelska, och goternas utforskare Jacobs. Murrow och Jacobs är mer försiktiga i sina  identifieringar. Jacobs föreslår till och med att Ablabius kan ha varit lika okänd på 500-talet som han var på 1900-talet.
Vissa historiker anser att Ablabius var en fantom, vars personlighet är meningslös att spekulera om. Denna position har historiker tvivlar på existensen av gotiska historiska traditioner som Christensen, men också anhängare av historiska traditioners inflytande på Jordanes. Christensen menar att om Ablabius existerade, var han inte intresserad av tidig gotisk historia, utan skrev allmänt om romersk historia. Scardelli föreslår att Jordanes använde namnet på en icke-existerande historiker för att ge trovärdighet åt information som härrör från den gotiska muntliga traditionen. Enligt Skardelli framgår detta av frånvaron av referenser till Ablavius av andra författare. En imvändning är att vissa överlevande källor, såsom Anonyma i Valois, inte refereras av antika författare. Alla andra referenser Jordanes använde var verkliga författare.
Som med tydlighet framgår av ovanstående historik finns ingen enighet bland forskarna om Ablabius varken vad gäller hans etnicitet, hans levnadstid eller vad han verk innehöll och inte ens om han har existerat.

## Textfragment
I sin Getica (550-551 e.Kr.) citerar Jordanes honom vid tre tillfällen. Jordanes refererar i alla tre fragmenten till Ablabius som historiker (istoricus) eller till hans verk som historiehistoriker (historia). Men han kallar honom också "en deskriptor Gothicorum gentis", en term som även gäller etnografer .De tre fragmenten av Ablabius (inklusive en engelsk översättning, kommentarer och korta allmänna anmärkningar) finns samlade i Brill's New Jacoby. De senare utgivarna Lieve Van Hoof och Peter Van Nuffelen har en mer skeptisk inställning till Ablabius roll och inflytande på historieskrivningen.
Fragment 1 på Getica 4.28
- "Så den här delen av goterna sägs ha korsat floden och migrerat till landet Oium med Filemer, och de fick det land de önskade. De kommo genast till Spaliernas folk, förenade sig i strid med dem, vann seger och skyndade därifrån, liksom erövrare, till den yttersta delen av Skytien, som ligger nära Pontiska havet. Sålunda firas den i allmänhet i deras förfäders sånger (in priscis eorum carminibus), på ett sätt som nästan är historiskt. Ablabius, den framstående lantmätaren av den gotiska rasen, vittnar också om detta i sin mest trovärdiga historia.
- Latinsk text:  Haec ergo pars Gothorum, quae apud Filemer dicitur in terras Oium emenso amne transposita, optatum potiti solum. Nec mora ilico ad gentem Spalorum adveniunt consertoque proelio victoriam adipiscunt, exindeque iam velut victores ad extremam Scythiae partem, que Ponto mari vicina est, properant. Quemadmodum et in priscis eorum carminibus pene storicu (storico) ritu in commune recolitur: quod et Ablavius descriptor Gothorum gentis egregius verissima adtestatur historia.(Van Hoof & Van Nuffelen 2020, s. 140.

Fragment 2 på Getica 14.82
- "Historikern Ablabius berättar att i Skytien, där vi har sagt att de bodde ovanför en vik av Pontiska havet, kallades en del av dem som behärskade den östra regionen och vars kung var Ostrogotha, ostrogoter, det vill säga östgoter, antingen efter hans namn eller från platsen. Men de övriga kallades visigoter, det vill säga goterna i det västra landet."
- Latinsk text:  Ablabius enim storicus refert, quia ibi super limbum Ponti, ubi eos diximus in Scythia commanere, ibi pars eorum, qui orientali plaga tenebat, eisque praeerat Ostrogotha, utrum ab ipsius nomine, an a loco, id est orientales, dicti sunt Ostrogothae, residui vero Vesegothae, id est a parte occidua (Van Hoof & Van Nuffelen 2020, s. 141

Fragment 3 på Getica 23.117
- Men trots att han var berömd för att ha erövrat så många raser, gav han sig inte någon ro förrän han hade dräpt några i strid och då hade han fått återstoden av herulernas stam, vars hövding var Alarik till sitt herravälde. Som historikern Ablabius berättar för oss bodde den förutnämnda rasen nära sjön Maeotis på sumpiga platser som grekerna kallar helē. därför fick de namnet Heruli. De var ett folk som var snabbt till fots, och därför var de ännu mer uppsvällda av högmod.
- Latinsk text: Sed cum tantorum servitio clarus haberetur, non passus est nisi et gentem Herulorum, quibus praeerat Halaricus, magna ex parte trucidatam reliquam suae subegeret dicioni. Nam praedicta gens, Ablavio istorico referente, iuxta Meotida palude inhabitants in locis stagnatibus, quas Greci ele vocant, Eluri nominati sunt, gens quantum velox, eo amplius superbissima." (Van Hoof & Van Nuffelen 2020, p. 143)

Detta sista fragment ligger nära en liknande passage i Dexippus. 

## Utvärderingar
Citaten från Jordanes tyder på att Ablavius inte citerades för historiska detaljer om goterna: de tre fragmenten visar författarens intresse för etnografiska detaljer, såsom ursprung och namn på barbariska stammar och goter i Skytien. Engelska wiki skriver att Ablavius verk var goternas första skrivna historia, och att detta låg till grund för en mer detaljerad redogörelse skriven av Cassiodorus. Jordanes använde troligen Ablabius verk direkt, men en mellanliggande källa kan inte heller uteslutas. Enligt Jordanes vilade Ablavius verk delvis på muntliga folksånger och legender.
Den ryske historikern Vasilij N. Butsy i Sankt Petersburg har gett en bild av Ablabius och hans verk i Vem var Ablavius, goternas förste historiker? Möjligen kan tiden då Ablavius skrev sitt arbete bestämmas genom en analys av innehållet i informationen i Jordanes Getica om goterna och deras historia. Jordanes text innehåller inkonsekvenser i texten som indikerar att författaren Jordanes har kombinerat information från olika källor. Det fanns inte några berättelser om skyterna eller om amalernas släkttavla i Ablavius för då hade Jordanes säkert citerat dessa. Ablavius har däremot lämnat material till Jordanes historia om goternas bosättning vid Svarta havet, och deras relationer med romarna och även om de gotiska kungarna. Jordanes eller Cassiodorus kunde ha fått information om gotisk-romerska interaktioner från många antika författare, men informationen om de gotiska kungarna unik och kommer säkert från Ablavius. De gotiska kungarna nämns inte i de antika källor som har överlevt till modern tid. En analys av information om dessa kungar kan öka förståelsen för den källa från vilken Jordanes fick sina informationer om dessa härskare. Jordanes lista över kungar som kan klassificeras som egentliga gotiska, snarare än de skytiska eller geatiska, börjar med Ostrogotha, följt av Kniva, de enda gotiska kungarna från 200-talet som Jordanes skriver om. Karakteristiskt är att dessa två namn återfinns också i bevarade fragment från Dexippos, en historiker från 200-talet som skrev två verk, Skyterna och Krönikan. Troligen var det från Dexippos skrift om skyterna eller direkt från Ablavius, som information om dessa kungar togs fram av Jordanes. De kan ha förekommit i Cassiodorus, som nämner Ostrogotha.
Från Konstantin I:s tid nämner Jordanes i Getica kungarna Aorich, Ariaric och Geberic. Efterträdarna till dessa var, enligt Jordanes, germaner. Var härskade dessa kungar, och vilken grupp goter härskade de över? Flera grupper av goter nämns i källorna – tervinger, greutunger, ostrogoter, och visi. Vanligtvis antar forskare att tervingerna och vizi var samma folk, liksom greutungerna och ostrogoterna. Alla forskare är inte överens om att denna distinktion är entydig. Till exempel menar V. Budanova att goterna var uppdelade i 4 olika folk. Uppdelningen av goterna i dessa grupper var inte konstant, till exempel inkluderade de senare visigoterna både tervinger och greutunger, även om de förra dominerade.

Hos Jordanes är goterna uppdelade i två folk – visigoter och östgoterna. Om kungen Ostrogotha var grundaren av den ostrogotiska monarkin, så måste alla hans andra efterföljare fram till Ermanarik också vara ostrogoter. Jordanes berättar alltså ingenting om ledarna för de visigotiska tervingerna. Detta stämmer också med vad Jordanes skriver om goternas krig mot hunnerna:
"När Balamber, hunnernas kung, fick veta om hans olyckliga sjukdom, gick han i krig mot den del [av goterna] som bestod av östgoterna; Från dem har vesegoterna, i enlighet med någon av sina egna avsikter, redan skilt sig." 
Först då skriver Jordanes om de oberoende ledarna för visigoterna, Fritigern och andra. Atanarik är en berömd gotisk härskare, omskriven av  Ammianus Marcellinus (Amm. XXVII, 6-9), Sozomenos (Soz. VI, 37), Sokrates Scholasticus (Soc. IV, 33), Orosius (Oroz. VII, 32,8) och andra. Han stred med Valens och förföljde de kristna goterna. Atanarik är förmodligen den mest omtalade härskaren över goterna före Theoderik den store. Men han dyker upp i Jordanes verk först i slutet av hans liv, när Atanarik redan har korsat Donau och anlänt till Konstantinopel. Atanarik beskrivs av Jordanes märkligt nog som efterträdare till sin motståndare Fritigern. Eftersom Jordanes använder Ammianus Marcellinus för sin historia om hunnernas invasion i Getica, kan Jordanes inte ha varit omedveten om Atanariks tidiga historia. Troligtvis utelämnas Atanariks historia för att få olika källor att stämma överens. På ett ställe läste Jordanes om Eberik och hans föregångare, och på ett annat om Ermanarik, östgoternas kung. Jordanes uppfattning att goterna hade varit ett enda folk före hunnernas invasion, ledde till att han ansåg att Geberik var föregångaren till Ermanaric. I Jordanes nya enhetliga historia hade Atanarik ingen plats. Troligen var Geberk kung över goterna vid Donau. Herbert Wolfram argumenterar för en sådan lokalisering.
Således skrev Jordanes om Donaugoternas liv i sin skildring av goternas historia från Ariarik till Geberik, under den första tredjedelen av tredje århundradet, och sedan övergår han från dessa tidiga kungar till Érmanarik, som härskade över Greutungi som bodde vid Svarta havet och inte vid Donau, och beskriver honom felaktigt som Geberiks omedelbara efterträdare. En sådan informationslucka förklaras av få olika källor att berätta en och samma historia. I en av källorna slutade historien på 330- eller 340-talet. Den andre historien  började med den germanska epoken. Jordanes hade troligen tillgång till en text om goternas historia, deras krig mot romarna och andra folk under den första tredjedelen av 300-talet. Denna text skrev ingenting om Atanarik, eller om senare gotisk germansk historia. Författaren till detta första verk som Jordanes använde kan inte vara Ammianus Marcellinus, som i detalj beskrev Atanariks krig med Valens.
Prefekten för pretoriet, Ablabius, är en trolig författare till ett sådant verk. Han var aktiv på 330-talet, och år 338 blev han avrättad. Troligen var verket inte stort i omfång, mera likt en hyllning, som beskrev Konstantins segrar över barbarerna på andra sidan Donau och gav också en kort beskrivning av dessa barbarer. Under 320- och 330-talen förde Konstantin flera framgångsrika krig mot barbarerna . Ablabius bok berörde inte bara goterna, utan även herulerna, och skrevs troligen strax före Konstantins död. Det är väl känt att författarna till lovsånger ofta infogade namn och beskrivningar av barbariska folk i sina texter. Exempelvis nämns termerna "tervinger" och "taifaler" först i denna typ av litteratur. Att skriva lovsånger krävde retoriska knep men också insamling av historisk information. Libanios brev ger upplysningen hur han bad olika personer att sända honom sina memoarer om Julianus persiska fälttåg. Resultatet blev en summarisk historik över Julianus regeringstid och hans militära segrar. Om Libanios inte hade utelämnat namnen på de frankiska hövdingar som Julianus stred med, kunde han blivit en framstående författare av frankernas historia. Prefekten Ablabius kunde samla in nödvändig information från deltagare i krigen och från fångar. Resultatet var troligen lovord över den segerrike kejsaren Konstantin blandade med fakta om barbarernas etnografi och historia på andra sidan Donau. Verket kan ha skrivits i slutet av Konstantins liv eller efter hans död i en maktkamp, där Ablabius visar sin närhet till den avlidne regenten.
Om prefekten Ablabius var författare till Jordanes källa var det en välinformerad samtida med händelserna som gav uppgifterna. Det innebär att den information som Jordanes Getica ger om de barbariska folkens i slutet av 200-talet och början av 300-talet är trovärdigare. Pretorianprefekten hade tillgång till många uppgifter om barbarfolkens liv, om deras kungar och dessa stammars historia. Jordanes text bli trovärdigare som källa.